# 988
988（九百八十八、九八八、きゅうひゃくはちじゅうはち）は、自然数または整数において、987の次で989の前の数である。

## 性質
- 988は合成数であり、約数は1, 2, 4, 13, 19, 26, 38, 52, 76, 247, 494, 988である。
  - 約数の和は1960。
- 1/988 = 0.00101214574898785425… (下線部は循環節でその長さは18)
  - 逆数が循環小数になる数で循環節が18になる41番目の数である。1つ前は950、次は1026。
- 各位の和が25になる5番目の数である。1つ前は979、次は997。
- 18番目のケーキ数で、三桁のケーキ数の中で一番大きい数である。1つ前は834、次は1160。
- 988 = 23 + 53 + 73 + 83
  - 4つの正の数の立方和で表せる282番目の数である。1つ前は987、次は991。(オンライン整数列大辞典の数列 A003327)
  - 異なる正の数の4つの立方数の和1通りの形で表せる76番目の数である。1つ前は981、次は1007。(オンライン整数列大辞典の数列 A025408)
- 988 = 113 − 73
  - 連続素数の立方数の差で表せる4番目の数である。1つ前は218、次は866。(オンライン整数列大辞典の数列 A129701)
- 988 = 322 − 36
  - n = 32 のときの n2 − 36 の値とみたとき1つ前は925、次は1053。(オンライン整数列大辞典の数列 A098847)

## その他 988 に関連すること
- ソーン (USS Thorn, DD-988) は、アメリカ海軍の駆逐艦。
- ピタゴラスイッチに登場する百科おじさんのページ数は、全988ページ。